# Сестре Бронте
Бронте су били књижевна породица из деветнаестог века, рођена у селу Торнтон, а касније повезана са селом Хејворт у западном Рајдингу Јоркшира у Енглеској. Сестре Шарлот (1816–1855), Емили (1818–1848) и Ен (1820–1849) су познате песникиње и романописци. Као и многе савремене списатељице, објављивале су своје песме и романе под мушким псеудонимима: Кјурер, Елис и Актон Бел, првобитно. Њихове приче привукле су пажњу својом страшћу и оригиналношћу одмах након објављивања. Шарлотина Џејн Ејр била је прва која је доживела успех, док су Емилини Оркански висови, Енина Станарка напуштеног замка и друга дела касније прихваћена као ремекдела књижевности.
Три сестре и њихов брат Бранвел (1817–1848) били су веома блиски. Као деца, развијали су своју машту прво кроз усмено приповедање и игру, смештену у замршени имагинарни свет, а затим кроз заједничко писање све сложенијих прича смештених у њихов измишљени свет. Смрт њихове мајке и две старије сестре обележила их је и дубоко утицала на њихово писање, као и њихово изоловано одрастање. Одгајани су у религиозној породици. Родно место Бронтеових у Торнтону је место ходочашћа, а њихов каснији дом, жупни двор у Хејворту у Јоркширу, садашњи Бронте паришки музеј, сваке године има стотине хиљада посетилаца.
Породица која је изродила толико добрих умјетника и коју је задесило толико несрећа и тужних сцена у животу је свакако породица Бронте. Најпознатије из породице су сестре Шарлот, Емили и Ен. Када је Шарлот имала само пет година умрле су им двије старије сестре и мајка. Тако су три сестре и њихов брат Бранвел остали сами са оцем у великом сиромаштву. Из најбоље намјере отац их шаље у интернат не знајући какви услови тамо владају. Тај период живота у веома лошим условима остао им је урезан у памћење и често се појављивао у њиховим дјелима. Да би имале веће шансе да објаве своја дјела сестре су користиле псеудониме. Њихова дјела прије иако су била запажена нису била одмах схваћена. Та дјела се још увијек читају свуда широм свијета.

## Шарлот Бронте
Шарлот је била најстарија од сестара чувене тројке, док је била трећа ћерка свог оца Патрика и мајке Марије. Рођена је 1816. године. После смрти мајке и сестара одлази са своје двије сестре у интернат. На њу је тај период у односу на друге двије сестре оставио највећи утисак. Тај период њеног живота описан је у роману Џејн Ејр. Убрзо након изласка из интерната постаје учитељица а 1842. године одлази са сестром Емили у Брисел на школовање. Ту се Шарлот први пут заљубљује и то у свог професора. После те неузвраћене љубави, чији се трагови могу примјетити у њеним каснијим дјелима, враћа се кући. Већ 1846. године са Ен и Емили објављује своје прве романе. Те године Шарлот је објавила малоприје поменут роман Џејн Ејр. Обајвила га је под псеудонимом Карер Бел. Њен роман био је најуспјешнији. Три године касније Ен и Емили умиру од туберкулозе као и њихов брат Бранвел. Након тога одлази у Лондон и престаје да пише под својим псеудонимом откривајући свој прави идентитет. Коначно се удаје 1854. године и умире девет мјесеци касније 1855. године на порођају.

### Дјела
- Џејн Ејр (1846)
- Ширли (1849)
- Вилет (1853)
- Професор (издат постухмно 1857)

## Емили Бронте
Емили је рођена у Торонту као пето дијете својих родитеља. Као и Шарлот и Ен одлази у интернат из којег излази 1825. године и постаје убрзо гувернанта. Годину дана касније одлази у Берлин са сестром Шарлот. У Берлину се не сналази добро и једва чека повратак кући. Исте године када је Шарлот објавила Џејн Ејр, Емили објављује роман Оркаснски висови. Критике су биле подијељене. Једни су га хвалили док су га други кудили. Роман је објавила под псеудонимом Елис Бел. Осим овог романа и још пар пјесама из њеног дјетињства ништа није остало сачувано. Од три сестре она се сматра генијем у породици а њен једини роман улази у саме врхове класичне књижевности. Мало после смрти брата Бранвела добија туберкулозу и умире 1848. године.

### Дјела
- Оркански висови (1846)
- Пар сачуваних пјесама из њеног дјетињства

## Ен Бронте
Ен или Ана је била најмлађа од сестара и шесто дијете Патрика и Марије Бронте. По повратку из интерната наставила је да се школује док су јој сестре биле у Бриселу. Већ 1846. године по повратку сестара из Брисела објављује са њима свој први роман Агнес Греј. Псеудоним који је користила био је Актон Бел. Само двије године послије објављује роман Станарка напуштеног замка који задобија велико интересовање читаоца. Данас га сматрају првим феминистичким романом. Иако је остала у сјенци у односу на сестре многи и данас читају њене романе. После смрти брата и старије сестре и она се разболела и умрла 1849. године.

## Књижевна еволуција
Деца су се од малих ногу заинтересовала за писање, у почетку као игру. Сви су показали таленат за приповедање, али је за млађе постало забава да их развијају. У средишту дечјег стваралаштва било је дванаест дрвених војника које је Патрик Бронте поклонио Бранвелу почетком јуна 1826. године. Ови војници играчке су одмах покренули њихову машту и о њима су говорили као о Младићима и давали им имена. Међутим, тек у децембру 1827. њихове идеје су попримиле писани облик, и настало је замишљено афричко краљевство Стаклени град, праћено Царством Ангрије. Емили и Ен су створиле Гондал, острвски континент у северном Пацифику, којим је владала жена, након одласка Шарлоте 1831. године. У почетку су ове приче биле написане у малим књигама, величине кутије шибица око 15 in × 25 in (380 mm × 640 mm) и летимично повезане концем. Странице су биле испуњене сабијеним, ситним писањем, често великим словима без интерпункције и улепшане илустрацијама, детаљним мапама, шемама, пејзажима и плановима зграда које су деца креирала према својим специјалностима. Идеја је била да књиге буду величине подесне за читање тих војника. Комплексност прича сазревала је како се развијала дечја машта, храњена читањем три недељно или месечне часописе на које је њихов отац био претплаћен, или новина које су свакодневно куповане у локалној продавници вести и канцеларијског материјала Џона Гринвуда.

### Књижевни и уметнички утицај
Ови измишљени светови били су производ плодне маште храњене читањем, дискусијом и страшћу за књижевношћу. Далеко од негативних утицаја који их никада нису напустили и који су се одразили на дела њихових каснијих, зрелијих година, Бронте деца су их упијала раширених руку.

#### Штампа
Часописи које је Патрик Бронте читао били су рудник информација за његову децу. Leeds Intelligencer и Blackwood's Edinburgh Magazine, конзервативни и добро написани, али бољи од Кварталних прегледа који су бранио исте политичке идеје док су се обраћали мање рафинираној читалачкој публици (разлог зашто то господин Бронте није читао), су експлоатисани у сваком детаљу. Нарочито је Blackwood's Magazine био не само извор њиховог знања о светским стварима, већ је такође обезбедио материјал за рано писање Бронтеових. На пример, један чланак у јунском издању 1826. Блеквуда даје коментар о новим открићима из истраживања централне Африке. Мапа приложена уз чланак истиче географске карактеристике на које се Бронтес породица осврће у њиховим причама: Џибел Кумера (Месечеве планине), Ашанти, и реке Нигер и Калабар. Аутор такође саветује Британцима да се из Фернанда Поа прошире у Африку, где, примећује Кристин Александер, деца из Бронте породице лоцирају Велики стаклени град. Њихово познавање географије употпунила је Голдсмитова Граматика опште географије, коју су Бронтови поседовали и коју су увелико коментарисали.

#### Лорд Бајрон
Од 1833. године, Шарлот и Бранвелове Ангријанске приче почињу да приказују бајронске хероје који имају снажан сексуални магнетизам и страствени дух, и показују ароганцију, па чак и црнодушност. Опет, у чланку објављеном у Blackwood's Magazine у августу 1825. године први пут откривају тог песника; он је био преминуо претходне године. Од овог тренутка, име Бајрон постаје синоним за све забране и смелости као да је покренуло саму суштину успона тих забрањених ствари. Бранвелова Шарлот Заморна, један од хероја Вердополиса, тежи ка све двосмисленијем понашању, а исти утицај и еволуција се понављају код Бронтеових, посебно у ликовима Хитклифа у Wuthering Heights, и господина Рочестера у Jane Eyre, који манифестују својства бајронског хероја. Бројна друга дела су оставила трага на Бронтове — на пример Хиљаду и једна ноћ, која је инспирисала џина у које су они сами постали центар својих краљевстава, додајући притом дашак егзотике.

## Дјела
- Агнес Греј (1846)
- Станарка напуштеног замка (1848)